# سماق آمریکایی
سماق آمریکایی (نام علمی: Rhus typhina) نام یک گونه از سرده سماق است.